# Rosario Castronovo
Rosario Castronovo (Agrigento, 24 febbraio 1953) è un ex calciatore italiano, di ruolo attaccante.

## Caratteristiche tecniche
Giocò nel ruolo di centravanti.

## Carriera
Giocò in Serie A con il Verona.
Nel 1972 ha giocato nel Mezzano in Prima Categoria e nel 1973 ha giocato in serie A con il Verona passando per il Riccione.
L'attaccante nativo di Agrigento ha vestito la maglia gialloblu tra il 1977 ed il 1980, diventando il marcatore più prolifico della storia del Santarcangelo.
Nel campionato di Serie D 1981-1982 è stato il giocatore più prolifico del Ravenna segnando 10 gol. Nello stesso anno il Ravenna conquista la promozione in Serie C2.

## Palmarès

### Club

#### Competizioni nazionali
- Serie D: 1

Riccione: 1972-1973
- Serie C: 1

Rimini: 1975-1976
- Campionato Interregionale: 1

Ravenna: 1981-1982 (girone D)

#### Competizioni regionali
- Promozione: 2

Santarcangelo: 1979-1980
Ravenna: 1980-1981